# UTC−04:00

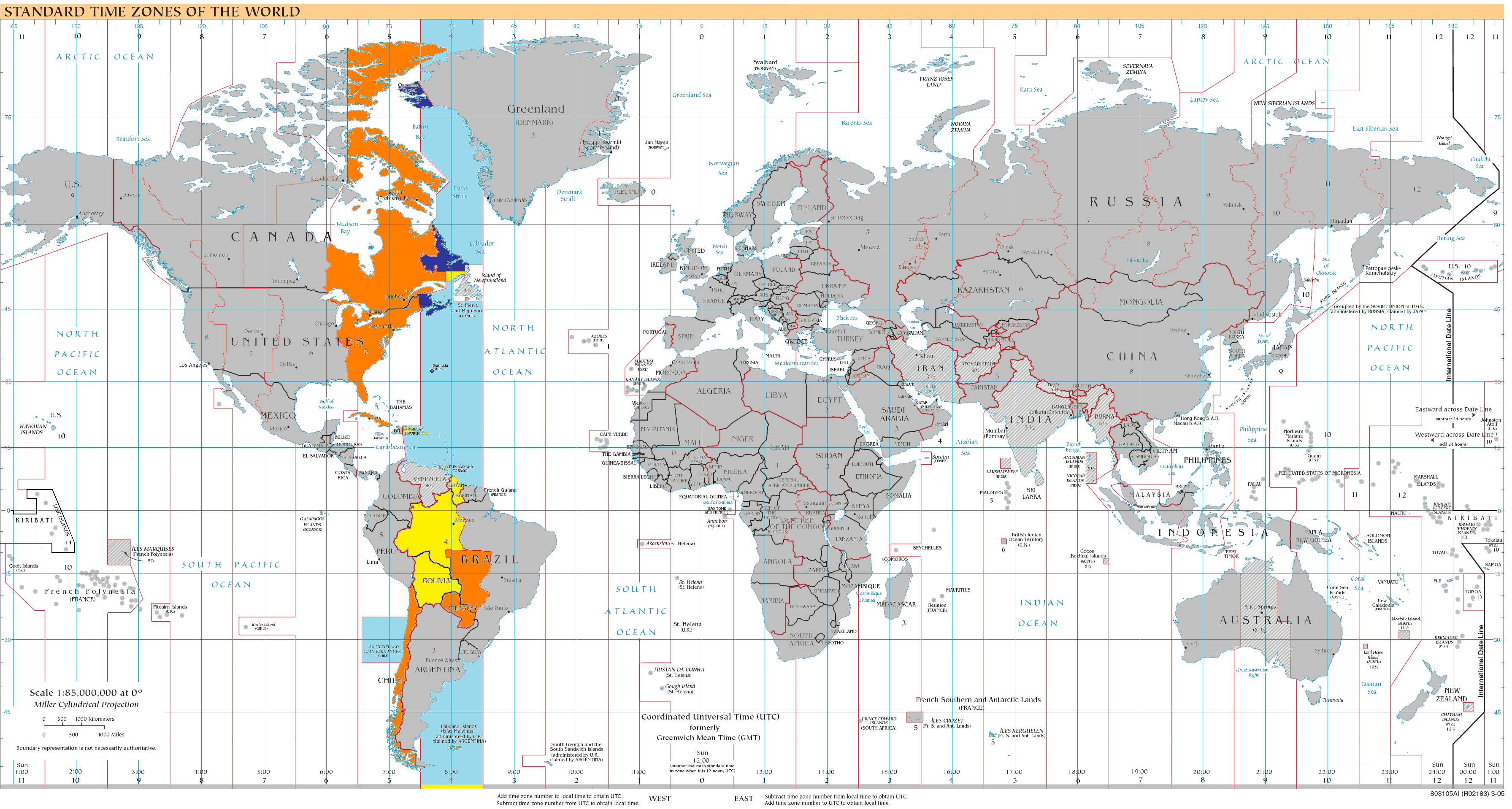
území, kde čas UTC-04:00 platí celoročně
území, kde čas UTC-04:00 platí sezónně v zimním období
území, kde čas UTC-04:00 platí sezónně v letním období
území, kde čas UTC-04:00 neplatí
mořské plochy spadající do pásma UTC-04:00
mořské plochy nespadající do pásma UTC-04:00
Poznámka: Stav k roku 2008

UTC−04:00 je zkratka a identifikátor časového posunu o -4 hodiny oproti koordinovanému světovému času. Tato zkratka je všeobecně užívána.
Existují i jiné zápisy se stejným významem:
- UTC-4 — zjednodušený zápis odvozený od základního[1]
- Q — jednopísmenné označení používané námořníky, které lze pomocí hláskovací tabulky převést na jednoslovný název (Quebec).[2]

Zkratka se často chápe ve významu časového pásma s tímto časovým posunem. Odpovídajícím řídícím poledníkem je pro tento čas 60° západní délky, čemuž odpovídá teoretický rozsah pásma mezi 52°30′ a 67°30′ západní délky.

## Jiná pojmenování
| zkratka | česky              | anglicky                            | poznámka | odkaz  |
| AMT     | amazonský čas      | Amazon Time                         | viz časová pásma v Brazílii | [ 4 ]  |
| AST     | atlantický čas     | Atlantic Standard Time              | viz časová pásma v Dánském království, časová pásma ve Francii, časová pásma v Kanadě, časová pásma v Nizozemském království, časová pásma ve Spojeném království, časová pásma v USA | [ 5 ]  |
| BOT     | -                  | Bolivia Time                        | | [ 6 ]  |
| CDT     | -                  | Cuba Daylight Time                  | | [ 7 ]  |
| CIDST   | -                  | Cayman Islands Daylight Saving Time | neaplikuje se | [ 8 ]  |
| CLT     | -                  | Chile Standard Time                 | viz časová pásma v Chile | [ 9 ]  |
| EDT     | východní letní čas | Eastern Daylight Time               | viz časová pásma v Kanadě a časová pásma v USA | [ 10 ] |
| FKT     | -                  | Falkland Island Time                | neaplikuje se | [ 11 ] |
| GYT     | -                  | Guyana Time                         | | [ 12 ] |
| VET     | -                  | Venezuelan Standard Time            | | [ 13 ] |

## Úředně stanovený čas

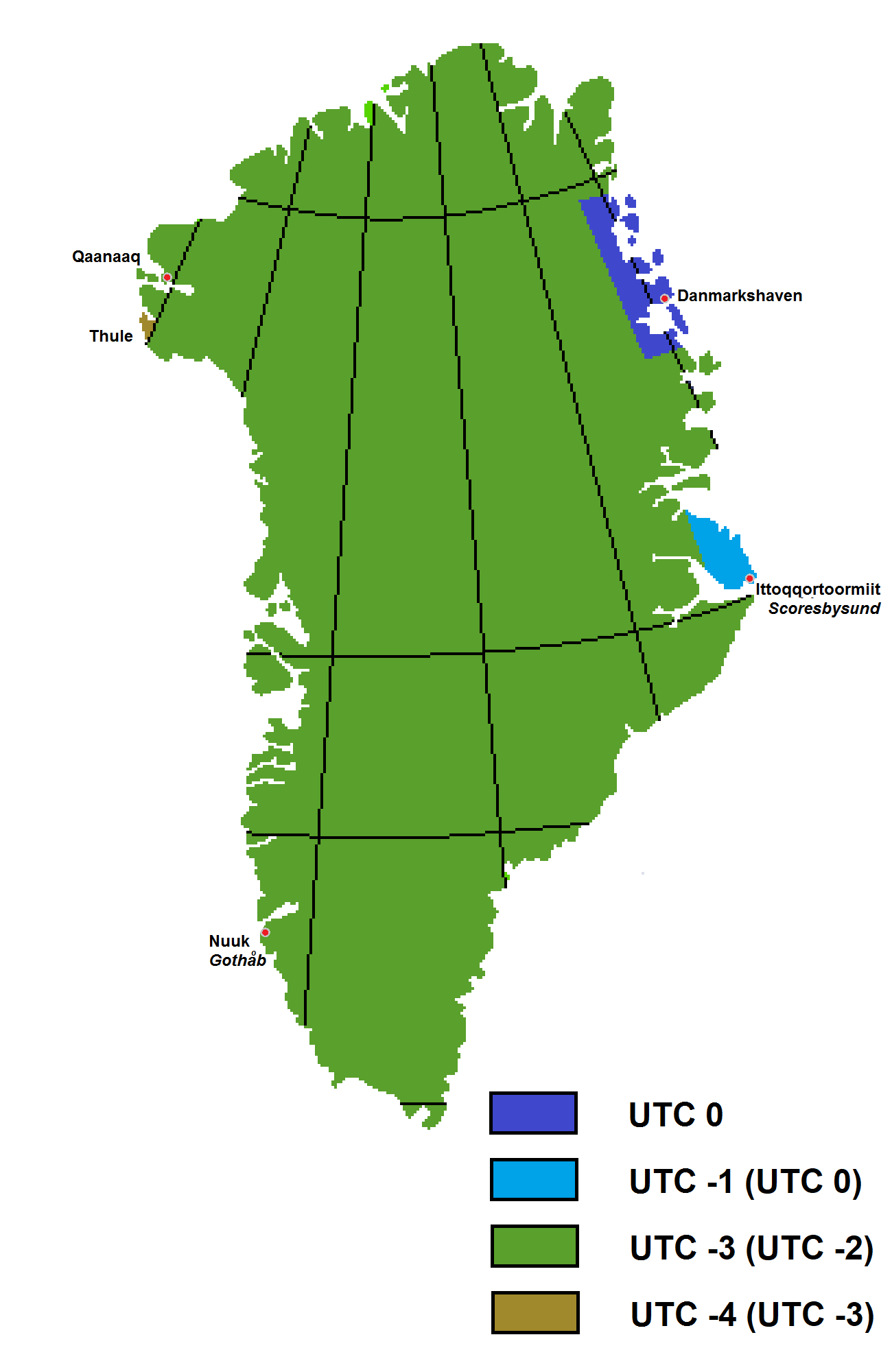
Standardní časová pásma v Grónsku

Čas UTC−04:00 je používán na následujících územích, přičemž standardním časem se míní čas definovaný na daném území jako základní, od jehož definice se odvíjí sezónní změna času.

### Celoročně platný čas
- Americké Panenské ostrovy (USA) — standardní čas platný na tomto území
- Anguilla (Spojené království) — standardní čas platný na tomto území
- Antigua a Barbuda — standardní čas platný v tomto státě
- Aruba (Nizozemsko) — standardní čas platný na tomto území
- Barbados — standardní čas platný v tomto státě
- Bolívie — standardní čas platný v tomto státě
- Brazílie — standardní čas platný na části území
- Britské Panenské ostrovy (Spojené království) — standardní čas platný na tomto území
- Curaçao (Nizozemsko) — standardní čas platný na tomto území
- Dominika — standardní čas platný v tomto státě
- Dominikánská republika — standardní čas platný v tomto státě
- Grenada — standardní čas platný v tomto státě
- Guadeloupe (Francie) — standardní čas platný na tomto území
- Guyana — standardní čas platný v tomto státě
- Kanada — standardní čas platný na části území (část provincie Québec[p 5][15])
- Karibské Nizozemsko (Nizozemsko) — standardní čas platný na tomto území[p 6]
- Martinik (Francie) — standardní čas platný na tomto území
- Montserrat (Spojené království) — standardní čas platný na tomto území
- Portoriko (USA) — standardní čas platný na tomto území
- Svatá Lucie — standardní čas platný v tomto státě
- Svatý Bartoloměj (Francie) — standardní čas platný na tomto území
- Svatý Kryštof a Nevis — standardní čas platný v tomto státě
- Svatý Martin (Francie) — standardní čas platný na tomto území
- Svatý Martin (Nizozemsko) — standardní čas platný na tomto území
- Svatý Vincenc a Grenadiny — standardní čas platný v tomto státě
- Trinidad a Tobago — standardní čas platný v tomto státě
- Venezuela — standardní čas platný v tomto státě

### Sezónně platný čas
- Bahamy — letní čas platný[p 7] v tomto státě posunutý o hodinu oproti standardnímu času
- Bermudy (Spojené království) — standardní čas platný[p 7] na tomto území
- Chile — zimní čas platný[p 8] na většině území[p 9] posunutý o hodinu oproti standardnímu času
- Grónsko (Dánsko) — standardní čas platný[p 7] na části území (Pituffik a letecká základna Thule[p 10])
- Haiti — letní čas platný[p 7] v tomto státě posunutý o hodinu oproti standardnímu času
- Kanada — standardní čas platný[p 7] na části území (Nové Skotsko, Nový Brunšvik, Ostrov Prince Edwarda a malá část provincie Québec[p 11][15])
- Kanada — letní čas platný[p 7] na části území (část provincie Nunavut,[p 12] větší část provincie Ontario[p 13] a většina provincie Québec[p 14][15]) posunutý o hodinu oproti standardnímu času
- Kuba — letní čas platný[p 7] v tomto státě posunutý o hodinu oproti standardnímu času
- Spojené státy americké — letní čas platný[p 15] na části území
- Turks a Caicos (Spojené království) — letní čas platný[p 7] na tomto území posunutý o hodinu oproti standardnímu času

## Neoficiální čas
V Kanadě se kromě zákonem stanovených území užívá tento čas standardně mimo letní období na větší části poloostrova Labrador patřící provincii Newfoundland a Labrador, namísto úředně stanoveného času UTC−02:30. V letním období se mimo regulaci užívá tento v okolí obcí Shebandowan a Upsala (Ontario).
Brazilské obce kolem města Barra do Garças na východě státu Mato Grosso a obce mezi městy Bataguassu a Três Lagoas na východě státu Mato Grosso do Sul. dodržují kvůli silným socioekonomickým a kulturním vztahům s blízkými obcemi v sousedních státech Goiás a São Paulo místo oficiálního tamější čas UTC−03:00.